# Mezquita de Jarque
Mezquita de Jarque – gmina w Hiszpanii, w prowincji Teruel, w Aragonii, o powierzchni 31,14 km². W 2011 roku gmina liczyła 118 mieszkańców.